# Marcel Pourbaix
Marcel Pourbaix, né le 16 septembre 1904 à Myshega (Gouvernement de Toula, Russie) et décédé à Uccle (Belgique) le 28 septembre 1998 est un électrochimiste belge. Il est notamment célèbre pour les diagrammes de Pourbaix.

## Biographie
Marcel Pourbaix étudie à l'université libre de Bruxelles et obtient son diplôme d'ingénieur civil mécanicien électricien, section chimie et électrochimie en 1927. Il conçoit en 1938 les diagrammes potentiel-pH pour lesquels il devient célèbre. Il obtient en 1945 un doctorat à l'université de technologie de Delft intitulé Thermodynamique des solutés dilués. Représentation graphique du rôle du pH et du potentiel, et devient agrégé de l'enseignement supérieur en physicochimie appliquée à l'université libre de Bruxelles la même année. En 1968, il est nommé professeur extraordinaire et honoraire en 1978.
Durant les années 1950 et le début des années 1960, il édite avec ses collaborateurs un Atlas des équilibres électrochimiques qui présente les diagrammes potentiel-pH d'un grand nombre d'espèces chimiques. Ces diagrammes indiquent les domaines d'existence ou de prédominance d'un élément en fonction du potentiel et du pH.
Il est l'un des fondateurs en 1949 du Comité International de Thermodynamique et Cinétique Électrochimiques, qui deviendra en 1971 l’International Society of Electrochemistry, et de la commission électrochimie de l’International Union of Pure and Applied Chemistry (IUPAC) en 1952.
Il fut l'époux de Marcelle Pourbaix-Trojan, sculptrice, avec qui il eut trois fils.

## Prix et distinctions
- Prix du Gouvernement belge de Prix d'excellence (1922)
- Prix de la Société royale belge des ingénieurs et des industriels (1933)
- Prix Gijsberti Hodenpijl de l'Université de technologie de Delft (1940)
- Willis Rodney Whitney Award (National Association of Corrosion Engineers) (1969)[5]
- Cavallaro Medal (Fédération Européenne de la Corrosion) (1975)[6]
- Palladium Medal Award (Electrochemical Society) (1975)[7]
- Prix Vinçotte (Communautés européennes) (1978)
- U.R. Evans Award (Institution of Corrosion Science and Technology) (1979)
- Medalla al Merito en Corrosion Marcel Pourbaix (Association Mexicana de Ingenieros en Corrosion) (1981)
- Advanced Fellow de la Belgian American Educational Foundation (1949)
- Life Honorary Member de l'Australasian Corrosion Association (1975)
- Socio Honorario de l'Associação Brasileira de Corrosão (1978)
- Fellow of the Institute of Corrosion Science and Technology (1979)
- Professeur honoraire de l'University of Science and Technology Beijing (en) (1980)
- Diplôme d'honneur de l'Université nationale autonome du Mexique (1981)